# Csuberda Ferenc
Csuberda Ferenc (Salgótarján, 1922. május 8. – Salgótarján, 1990. október) labdarúgó, csatár.

## Pályafutása
1938 és 1955 között a Salgótarjáni Bányász labdarúgója volt, ahol összesen 314 élvonalbeli mérkőzésen szerepelt és 143 gólt szerzett. Tagja volt az 1941-ben és 1943-ban magyar kupa-döntős csapatnak.

## Sikerei, díjai
- Magyar bajnokság
  - 5.: 1942–43
- Magyar kupa
  - döntős: 1941, 1943